# Vuelta a Asturias 2002
La Vuelta a Asturias 2002, quarantaseiesima edizione della corsa, si svolse dal 15 al 19 maggio su un percorso di 805 km ripartiti in 5 tappe, con partenza e arrivo a Oviedo. Fu vinta dall'italiano Leonardo Piepoli della iBanesto.com davanti agli spagnoli David Bernabéu e Joseba Beloki.

## Tappe
| Tappa  | Data      | Percorso                           | km    | Vincitore di tappa             | Leader cl. generale    |
| ------ | --------- | ---------------------------------- | ----- | ------------------------------ | ---------------------- |
| 1ª     | 15 maggio | Oviedo > Llanes                    | 155,6 | José Luis Arrieta              | José Luis Arrieta      |
| 2ª     | 16 maggio | Llanes > Gijón                     | 165   | Andrei Zintchenko              | Gonzalo Bayarri Esteve |
| 3ª     | 17 maggio | Gijón > Avilés                     | 150   | Miguel Ángel Martín Perdiguero | Óscar Sevilla          |
| 4ª     | 18 maggio | Cafés Toscaf > Santuario del Acebo | 170,6 | Leonardo Piepoli               | Leonardo Piepoli       |
| 5ª     | 19 maggio | Cangas del Narcea > Oviedo         | 164   | Pedro Lopes                    | Leonardo Piepoli       |
| Totale | Totale    | Totale                             | 805   |                                |                        |

## Dettagli delle tappe

### 1ª tappa
- 15 maggio: Oviedo > Llanes – 155,6 km

| Pos. | Corridore         | Squadra      | Tempo    |
| ---- | ----------------- | ------------ | -------- |
| 1    | José Luis Arrieta | iBanesto.com | 3h54'57" |
| 2    | Santiago Botero   | Kelme        | a 1"     |
| 3    | Mikel Zarrabeitia | ONCE-Eroski  | s.t.     |

| Pos. | Corridore         | Squadra      | Tempo    |
| ---- | ----------------- | ------------ | -------- |
| 1    | José Luis Arrieta | iBanesto.com | 3h54'46" |

### 2ª tappa
- 16 maggio: Llanes > Gijón – 165 km

| Pos. | Corridore            | Squadra   | Tempo    |
| ---- | -------------------- | --------- | -------- |
| 1    | Andrei Zintchenko    | L.A-Pecol | 4h17'54" |
| 2    | Roger Beuchat        | Phonak    | a 1'05"  |
| 3    | David Vazquez Garcia | Relax     | a 1'09"  |

| Pos. | Corridore              | Squadra | Tempo    |
| ---- | ---------------------- | ------- | -------- |
| 1    | Gonzalo Bayarri Esteve | Phonak  | 8h14'50" |

### 3ª tappa
- 17 maggio: Gijón > Avilés – 150 km

| Pos. | Corridore                      | Squadra      | Tempo    |
| ---- | ------------------------------ | ------------ | -------- |
| 1    | Miguel Ángel Martín Perdiguero | Acqua & Sap. | 3h57'43" |
| 2    | Alexandre Usov                 | Phonak       | s.t.     |
| 3    | Salvatore Commesso             | Saeco        | s.t.     |

| Pos. | Corridore     | Squadra | Tempo     |
| ---- | ------------- | ------- | --------- |
| 1    | Óscar Sevilla | Kelme   | 12h12'33" |

### 4ª tappa
- 18 maggio: Cafés Toscaf > Santuario del Acebo – 170,6 km

| Pos. | Corridore        | Squadra      | Tempo    |
| ---- | ---------------- | ------------ | -------- |
| 1    | Leonardo Piepoli | iBanesto.com | 4h40'48" |
| 2    | David Bernabéu   | Carvalhelhos | s.t.     |
| 3    | Joseba Beloki    | ONCE-Eroski  | s.t.     |

| Pos. | Corridore        | Squadra      | Tempo     |
| ---- | ---------------- | ------------ | --------- |
| 1    | Leonardo Piepoli | iBanesto.com | 16h53'11" |

### 5ª tappa
- 19 maggio: Cangas del Narcea > Oviedo – 164 km

| Pos. | Corridore        | Squadra   | Tempo    |
| ---- | ---------------- | --------- | -------- |
| 1    | Pedro Lopes      | L.A-Pecol | 3h56'10" |
| 2    | Alberto Ongarato | De Nardi  | s.t.     |
| 3    | Giuseppe Palumbo | De Nardi  | s.t.     |

| Pos. | Corridore        | Squadra      | Tempo     |
| ---- | ---------------- | ------------ | --------- |
| 1    | Leonardo Piepoli | iBanesto.com | 20h49'21" |
| 2    | David Bernabéu   | Carvalhelhos | a 3"      |
| 3    | Joseba Beloki    | ONCE-Eroski  | a 4"      |

## Classifiche finali

### Classifica generale
| Pos. | Corridore              | Squadra                  | Tempo     |
| ---- | ---------------------- | ------------------------ | --------- |
| 1    | Leonardo Piepoli       | iBanesto.com             | 20h49'21" |
| 2    | David Bernabéu         | Carvalhelhos-Boavista    | a 3"      |
| 3    | Joseba Beloki          | ONCE-Eroski              | a 4"      |
| 4    | Ricardo Valdez Prieto  | Jazztel-Costa de Almeria | a 33"     |
| 5    | Gonzalo Bayarri Esteve | Phonak Hearing Systems   | a 40"     |
| 6    | Óscar Sevilla          | Kelme                    | a 52"     |
| 7    | Isidro Nozal Vega      | ONCE-Eroski              | s.t.      |
| 8    | Rubén Lobato           | Acqua & Sapone           | a 56"     |
| 9    | Aitor Osa Eizaguirre   | iBanesto.com             | a 1'07"   |
| 10   | Vladimir Karpets       | Itera                    | a 1'08"   |